# West Hattiesburg
West Hattiesburg es un lugar designado por el censo del Condado de Lamar, Misisipi, Estados Unidos. Según el censo de 2000 tenía una población de 6.305 habitantes y una densidad de población de 344.3 hab/km².

## Demografía
Según el censo de 2000, había 6.305 personas, 2.464 hogares y 1.601 familias residiendo en la localidad. La densidad de población era de 344,3 hab./km². Había 2.633 viviendas con una densidad media de 143,8 viviendas/km². El 74,88% de los habitantes eran blancos, el 22,11% afroamericanos, el 0,06% amerindios, el 1,63% asiáticos, el 0,00% isleños del Pacífico, el 0,29% de otras razas y el 1,03% pertenecía a dos o más razas. El 1,38% de la población eran hispanos o latinos de cualquier raza.
Según el censo, de los 2.464 hogares en el 32,9% había menores de 18 años, el 47,3% pertenecía a parejas casadas, el 14,0% tenía a una mujer como cabeza de familia, y el 35,0% no eran familias. El 24,0% de los hogares estaba compuesto por un único individuo, y el 6,7% pertenecía a alguien mayor de 65 años viviendo solo. El tamaño promedio de los hogares era de 2,50 personas y el de las familias de 3,00.
La población estaba distribuida en un 25,5% de habitantes menores de 18 años, un 15,7% entre 18 y 24 años, un 30,8% de 25 a 44, un 19,2% de 45 a 64, y un 8,8% de 65 años o mayores. La media de edad era 30 años. Por cada 100 mujeres había 91,1 hombres. Por cada 100 mujeres de 18 años o más, había 87,2 hombres.
Los ingresos medios por hogar en la localidad eran de 34.663 dólares ($), y los ingresos medios por familia eran 48.287 $. Los hombres tenían unos ingresos medios de 29.552 $ frente a los 23.873 $ para las mujeres. La renta per cápita para la ciudad era de 18.988 $. El 14,5% de la población y el 8,8% de las familias estaban por debajo del umbral de pobreza. El 17,3% de los menores de 18 años y el 7,6% de los habitantes de 65 años o más vivían por debajo del umbral de pobreza.

## Geografía
Según la Oficina del Censo de los Estados Unidos, West Hattiesburg tiene un área total de 18,6 km² de los cuales 18,3 km² corresponden a tierra firme y 0,3 km² a agua. El porcentaje total de superficie con agua es 1,39%.